# Fritz Hultmann

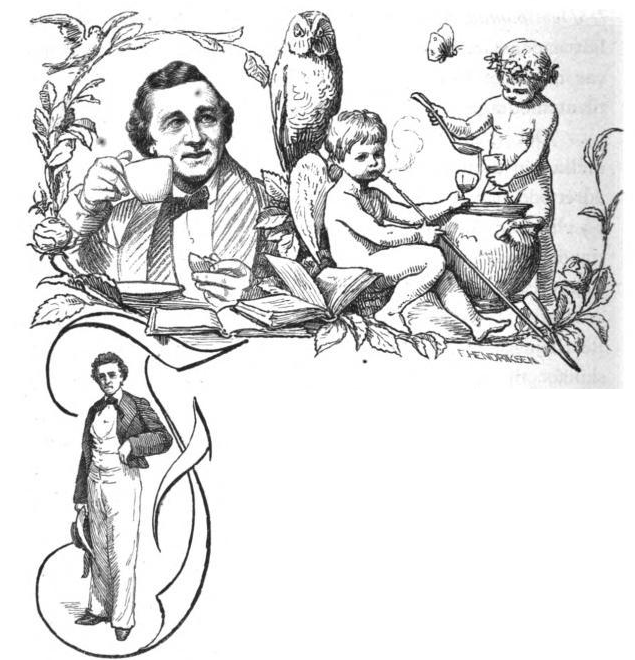
Fritz Hultmann i Edvard Brandes Dansk skuespilkunst, 1880.

Fritz Vilhelm Hultmann, född den 22 juni 1820 i Köpenhamn, död där den 9 juni 1894, var en dansk skådespelare. 
Hultmann var först målare och studerade vid konstakademien, men debuterade 1843 på kungliga teatern och intog strax publiken genom sina älskarroller i lustspel och vaudeviller samt var under en lång följd av år (från 1855) en av teaterns mest använda och mest omtyckta konstnärer. Han utförde de senare åren viktiga roller av mera allvarlig karaktär. År 1877 avgick han från scenen.